# ماومینگ
ماومینگ (به لاتین: Maoming) یک شهر مرکزی در جمهوری خلق چین است که در گوانگ‌دونگ واقع شده‌است.

## خصوصیات
ماومینگ ۱۱٬۴۲۴٫۸ کیلومترمربع مساحت و ۵٬۸۱۷٬۴۹۴ نفر جمعیت دارد و ۲۹ متر بالاتر از سطح دریا واقع شده‌است.